# Време за љубав
Време за љубав (енгл. About Time) је романтична драмедија из 2013. године, у режији Ричарда Кертиса, у којој главне улоге тумаче Донал Глисон, Рејчел Макадамс и Бил Нај. Радња прати младића који поседује способност да путује кроз време, притом покушавајући да промени своју прошлост, у нади да ће побољшати своју будућност.. Премијера филма догодила се 4. септембра 2013. године у Уједињеном Краљевству Укупна зарада филма достигла је преко 87 милиона, у односу на буџет од 12 милиона долара. Филм је посвећен глумцу Ричарду Грифитсу, који је преминуо неколико месеци пре саме премијере филма; овај филм такође представља његов последњи.

## Радња
Тим Лејк одраста у Корнволу, у кући поред мора, са својим оцем Џејмсом, мајком Мери, расејаним ујаком Дезмондом и слободоумном млађом сестром Кетрин. На свој 21. рођендан сазнаје од свог оца да мушка линија његове породице има способност да путује кроз време. Џејмс га саветује да не користи овај дар за стицање новца или славе, а Тим одлучује да га искористи за проналажење љубави.
Током следећег лета, у посету им долази Кетринина другарица Шарлот. Тим је њоме одмах очаран, али чека крај њеног боравка да јој искаже своја осећања. Када Шарлот сазна, говори му да је требало да јој каже раније. Тим се враћа у прошлост да би Шарлот раније исказао своја осећања, али му она говори да сачека крај њеног боравка. Сломљеног срца, Тим схвата да Шарлот није заинтересована за њега, и како путовање кроз време не може утицати на нечије мишљење.
Тим се сели у Лондон ради каријере у адвокатури, где живи са познаником свог оца, Харијем, љутим мизантропским драмским писцем. Тим у ресторану у коме влада потпуни мрак упознаје Мери, Американку која ради за издавача књига. У тами флертују, потом Мери Тиму даје свој број телефона. Тим се враћа кући где проналази избезумљеног Харија, чије је премијерно извођење представе упропастио глумац који је заборавио своје реплике. Тим се враћа у прошлост да му помогне, и коначно, исход представе је тријумфалан.
Нажалост, његова помоћ Харију чини да никада није упознао Мери. Присећа се Мерине опсесије са Кејт Мос, што му омогућава да је нађе на њеној изложби. Међутим, у овој стварности, Мери има дечка. Тим се враћа у прошлост да сазна како се пар упознао. Престиже потенцијалног дечка и убеђује Мери да пође са њим. Недуго након почетка везе, Тим се сели у Мерин стан. Једне вечери среће Шарлот, која је сада заинтересована за њега. У почетку неодлучан, ипак је одбија након јасног позива на интимност, када схвата да воли Мери. Потом се Тим и Мери венчају и добијају ћерку којој дају име Поузи.
Кетринина веза и проблеми са незапошљеношћу доводе до тога да, под дејством алкохола, изазива саобраћајну несрећу на Поузин први рођендан. Током њеног опоравка, Тим одлучује да јој помогне. Спречава несрећу и њену везу са Џимијем. Враћају се у садашњост где Поузи више не постоји, а Тим сада има сина. Отац му објашњава да не могу мењати догађаје пре рођења своје деце, јер промене могу утицати на њихову децу. Тим схвата да не може помоћи својој сестри путовањем кроз време, дозвољава да се несрећа догоди, осигуравајући Поузино рођење. Тим и Мери помажу Кетрин у суочавању са њеним проблемима. Кетрин се удаје за Џеја, Тимовог пријатеља, потом добијају дете. Тим и Мери добијају сина, који осигурава Кетринину будућност.
Тим сазнаје да његов отац има терминални рак плућа, који путовање кроз време не може да промени, јер би утицало на његово и сестрино рођење. Отац му говори да сваки дан проживи два пута, да би истински живео. Прво, са свакодневним бригама и тензијама, потом уживајући у свету. Тим следи овај савет. Његов отац умире, али Тим путује у прошлост да га посети кад год му недостаје.
Мери каже Тиму да жели треће дете. Тим околиша, зато што то значи да више неће моћи да посећује оца. Тим каже свом оцу да више не може да га посећује, и заједно путују назад да поново проживе лепо сећање из Тимовог детињства, пазећи да заправо не утичу на искуство, како би избегли било какве промене у садашњости.

## Улоге
- Донал Глисон као Тим Лејк
- Рејчел Макадамс као Мери
- Бил Нај као Џејмс Лејк
- Том Холандер као Хари Чапман
- Линдси Данкан као Мери Лејк
- Марго Роби као Шарлот
- Лидија Вилсон као Кетрин „Кит Кет” Лејк
- Ричард Кордери као ујка Дезмонд
- Џошуа Магвајер као Рори
- Том Хјуз као Џими Кинкејд
- Ванеса Кирби као Џоана
- Вил Мерик као Џеј
- Лиса Ајкхорн као Џин, Мерина мајка
- Мичел Мулен као Фиц, Мерин отац
- Клеми Дагдејл као Џени
- Хари Хаден-Патон као Руперт
- Џени Рејнфорд као Поли

Ричард Грифитс и Ричард Е. Грант појављују се само као камео улоге, као пар адвоката, са тиме да је ово Грифитсова последња улога.

## Продукција
По Кертисовом признању, концепт идеје је био „спор раст”. Основа идеје настала је када је Кертис ручао са пријатељем, а дошли су до теме среће. Након што је признао да није срећан у животу, разговор се окренуо ка њему и његовом идеалном дану. Одлучио је да напише филм о томе „како се постиже срећа у обичном животу”. Сматрајући да је концепт превише „једноставан”, одлучио је да филму дода путовање кроз време. Кертис је сматрао да „се на крају испостави да је то нека врста филма о путовању кроз време. Користи све ствари о путовању кроз време, али без осећаја да је то посебно научна фантастика или да путовање кроз време заиста може да поправи ваш живот.” Кертис је првенствено познат као сценариста, а Време за љубав био је тек његов трећи филм у улози режисера (плус један телевизијски кратки филм); рекао је да ће овај филм вероватно бити његов последњи филм у улози режисера, али да ће наставити да ради у филмској индустрији. Зои Дешанел је била у преговорима за улогу Мери, али је на крају улога припала Рејчел Макадамс.

## Рупе у заплету
Критичари су указали на рупе у заплету, везане за путовање кроз време. Кејт Ербланд, уредница америчког блога Film School Rejects, је приметила: „Правила и ограничења Тимовог дара нису баш одређена, а последња трећина филма је пуна компликација које никада нису сасвим објашњене. Правила која су раније примењивана изненада се не примењују... Правила путовања кроз време нису баш чврста и повремено су збуњујућа”. Меган Гибсон, која је писала за часопис Time, рекла је да ће љубитељи научне фантастике приметити рупе у заплету, везане за путовање кроз време”, поново сугеришући да се правила Тимовог оца стално крше. Марк Кермод се сложио да Кертис „поставља своја правила временског ангажмана, само да би их, хтели-не хтели, прекршио кад год се појави могућност додатног позитивног исхода”. Остали критичари који су се сложили су Стив Каминс из часописа The Irish Post, Метју Тарнер из листа View London, као и Николас Барбер из новина The Independent.

## Нумере из филма
Нумере из филма објављује издавачка кућа Decca Records 3. септембра 2013 године, са сингловима следећих извођача:  the Cure, the Killers, Ели Голдинг, Ејми Вајнхаус, Sugababes, Ник Кејв и нова верзија песме Бена Фолдса.